# Гра на одиничному квадраті
Гра на одиничному квадраті — антагоністична гра, в якій множинами чистих стратегій першого та другого гравців є сегменти [0, 1]. Функцією виграшу в цій грі є функція двох змінних K(x, y), яку часто називають ядром гри, і яка визначена на одиничному квадраті [0, 1] × [0, 1].
Змішаними стратегіями гравців є ймовірнісні міри, які визначаються з допомогою функції розподілу F(x) та G(y) на [0, 1].
Умову існування розв'язку записують у випадку гри на одиничному квадраті у вигляді
{\displaystyle \max _{F(x)}\inf _{G(y)}\int _{0}^{1}\int _{0}^{1}K(x,y)\mathrm {d} F(x)\mathrm {d} G(y)=\min _{G(y)}\sup _{F(x)}\int _{0}^{1}\int _{0}^{1}K(x,y)\mathrm {d} F(x)\mathrm {d} G(y)},
де інтеграли слід розуміти в сенсі Стільтьєса.
Для неперервної функції K(x, y) ця умова виконується.

## Приклад гри на одиничному квадраті
Прикладом гри на одиничному квадраті є гра, коли гравці обирають розташування на відрізку [0, 1], причому перший гравець намагається максимізувати, а другий — мінімізувати відстань між гравцями.
Ядром в цій грі є функція |x − y|. Другий гравець має оптимальну чисту стратегію y = 1/2, перший гравець має з рівними ймовірностями обирати стратегії x = 0, та y = 1. Значення гри дорівнює 1/2.